# 温泉トラフグ
温泉トラフグ（おんせんトラフグ）は、栃木県那須郡那珂川町で養殖技術が確立された、温泉水を利用して陸上養殖されるトラフグ。2009年より本格的な養殖を開始し、2021年には北海道から宮崎県まで日本各地に20事業所までフランチャイズ契約で養殖事業が拡大したが、発祥の地である那珂川町では2023年春の出荷を最後に養殖事業は停止している。

## 歴史

### 養殖実験から事業拡大（2008年 - 2017年）
環境調査会社（株式会社環境生物化学研究所）を営んでいた野口勝明は、故郷の那珂川町の人口が年々減少し、町が衰退していくことを憂慮していた。野口の経営する会社では、ダイオキシン類の分析や、温泉の成分分析などを手掛けていた。ある日のこと、町で湧出する温泉に注目し、自社の技術を生かして成分を分析してみると、塩分濃度が生理食塩水（0.9%）に近いことを発見した。塩分濃度が体液と同程度ならば、魚類はエラで塩分調整をするのにカロリーを消費せずに済むので、早く成長することが予想された。
そこで温泉水を使って海水魚の養殖ができるのではないかと考え、2008年6月に、プラスチックのたらいで作った水槽を社長室に設置し、南伊豆栽培漁業センターから無償提供を受けたトラフグの稚魚30尾の養殖を開始した。5か月後には、トラフグが18 cmまで成長し、社長室での飼育が困難になったため、場所を変えて養殖を続け、1年後には30 cmに育て上げた。なお、養殖にあたっては、塩分濃度3.5%の人工海水、0.9%の人工海水、0.9%の温泉水の3種類を用意し、0.9%の人工海水と0.9%の温泉水で育てたトラフグの成長速度の速さを確認した。養殖に関しては素人であったため、失敗を繰り返し、家族からは反対される日々であった。トラフグ以外の魚種の養殖にも挑戦したが、採算などを考慮し、トラフグに絞った。
育ったトラフグを町内の試食会で振る舞ったところ、一部で「少し水っぽい」という意見があったものの、おおむね好評を得た。これを受け、野口は町おこしにつなげようと町役場や地元企業の参画を得て「那珂川町里山温泉トラフグ研究会」を結成し、2009年6月から本格的に養殖を行うようになった。養殖場は廃校になっていた旧武茂小学校を利用し、1教室に12 tの水槽を1基ずつ5教室に設置した。町は教室を無償提供し、設備費として30万円を拠出した。稚魚はアーマリン近大から5 cmのものを1,250尾仕入れ、餌は日清丸紅飼料の魚粉固形飼料を与えた。また、東京大学教授の金子豊二の協力を得て食味向上に取り組み、2010年1月に「味上げ」技術を確立した。同年2月12日、温泉トラフグが商標登録された。
2010年5月には旧武茂小学校の敷地にビニールハウスを建設して水槽を4基増設した。同年6月には企業化して、株式会社夢創造を設立、8月より温泉トラフグの商品名で本格的に販売を開始した。最初の取引先は、町内の温泉旅館や寿司屋であり、次第に東京へも販路が開けていった。2011年1月には民営の室内プールを買収し、養殖場と研究施設、加工施設を兼ねた、夢創造の拠点施設を整備した。2012年には染色体による幼魚段階での雌雄判別を開始し、白子の効率的な生産に乗り出した。
事業が軌道に乗ったことで従業員を増やし、地元の栃木県立馬頭高等学校水産科の卒業生らを採用した。2011年度の年商は3920万円で、収支の黒字基調への転換を達成した。温泉トラフグの評判が上がるにつれ、養殖技術を教えてほしいという問い合わせが来るようになり、日本各地に温泉トラフグ養殖が広がっていった。2012年時点で夢創造は那珂川町に4箇所の養殖場を持ち、2万5千尾を常時養殖していた。また、同年時点で北海道や福島県など5道県にフランチャイズ展開し、シジミやヤマメなど他の魚種にも広がりを見せていた。
2015年、栃木県庁が選定したとちぎの百様の1つに、温泉トラフグが選ばれた。2016年度には、日本水産学会から同年度の水産学技術賞を授与された。
海のない栃木県で海水魚の養殖に成功したことは話題を呼び、那珂川町観光協会などが養殖場の見学ツアーを企画すると、すぐに定員に達し、温泉トラフグを目当てとした、多額のふるさと納税が町にもたらされた。那珂川町のご当地グルメとして温泉トラフグはテレビ・新聞・雑誌で取り上げられ、飲食店や宿泊施設には温泉トラフグのファンが付くなど、恩恵をもたらした。

### 事業移管から事業停止（2017年 - 2023年）
2017年、温泉トラフグの養殖事業を、夢創造から同じ那珂川町の企業・岩商へ移管した。同社は那須烏山市のスイミングスクール跡地に、地下170 mからくみ上げた温泉水を張り、年産2万匹を出荷できる養殖場を整備した。事業を譲った後、野口勝明は確立した養殖事業の日本全国への展開に注力するとともに、クエなど別の海水魚の養殖も視野に入れていた。さらには海洋牧場、南国の果物を栽培する熱帯植物園、レジャー施設を展開することも構想していた。2018年には13か所、2021年には20か所まで温泉トラフグが広がった。
2020年4月、温泉トラフグの技術を確立した野口が63歳で死去した。同年度の那珂川町のふるさと納税の納税額は4085万円で、うち7割が返礼品として温泉トラフグ関連を希望した。翌2021年（令和3年）度のふるさと納税額は5072万円で、割合は減ったものの、温泉トラフグが全体の3分の1以上を占めた。
2022年10月、岩商は温泉トラフグ事業からの撤退を那珂川町に申し入れた。当初は「ふるさと納税の申込数に対して出荷数が対応できないので、返礼品から外してほしい」というものであったが、結局は養殖事業そのものからの撤退となった。撤退の理由は、養殖や経営の困難さがあったと見られ、業者と町が協力して事業継承先を探ったが、後継企業は決まらず、2023年春頃に最後の出荷が行われた。温泉トラフグを提供できなくなった那珂川町の宿泊施設では、予約のキャンセルが発生するなど影響が出た。町内のとある飲食店では、50件近くの予約を断ったという。
那珂川町役場は、町営での温泉トラフグの養殖は考えておらず、金融機関や町内企業の動向を注視している。那珂川町にはいくつかの業者が相談を寄せたり、施設見学に来訪しているものの、事業継承には至っていない。

## 生産と流通
温泉トラフグの養殖を始めた野口勝明は、養殖の素人であったが、自ら試行錯誤を繰り返して技術を確立していった。例えば、フグはストレスがたまると仲間に噛みつくため、ある程度育った段階で歯切りを行う必要があり、その方法を開発したり、自作の浄化設備を開発して養殖に使う温泉水を1年間交換することなく使い続けるようにしたりしたことが挙げられる。噛みつきを減らすために、宇都宮大学教授の飯郷雅之の助力を得て、温厚な親から種苗生産を行う実験も行った。水質管理は月1回、有害金属（ヒ素・カドミウム・鉛・シアン・六価クロム・総水銀）が環境基準値以下であるかを確認する。
ほかにも、出荷前に塩分濃度を海水と同程度まで上げることで、トラフグが肝臓に貯蔵していたアミノ酸を全身に行きわたらせ、食味を向上させる「味上げ」技術を確立した。味上げは、東京大学の金子豊二教授の協力によって確立された技術で、3.5%の海水に12時間温泉トラフグを畜養した後、活け締めにして出荷する。
トラフグを海上で養殖すると1年半を要するが、温泉水で養殖すれば1年で出荷できる大きさの体長30 cm、体重800 gに成長する。温泉水が温かく、生理食塩水の塩分濃度に近いため、フグが塩分濃度の調整に使うエネルギーを節約でき、成長に回すことができるためである。海水養殖では、冬季に15℃を下回り、給餌量が減るため、魚体の成長が鈍化するが、温泉水で養殖することにより、常に20 - 23℃の水温を保つことができ、魚体の成長が落ちることがない上、通年で同量のエサを与えればよい。エサにはエビやイワシをペレットにした人工飼料を与える。人工飼料には天然トラフグがフグ毒を持つことになる原因物質を含まないため、無毒のトラフグが養殖できる。天然のトラフグは冬季に市場供給が途絶えるが、温泉トラフグは通年出荷ができるところに強みがある。
最盛期には25トンを出荷し、総出荷量の8割ほどは「身欠き」に加工して出荷していた。生産された温泉トラフグは栃木県内の飲食店を中心に、東京のホテルや料亭などへも出荷されていた。県内では温泉トラフグの販売店が共販会を組織し、トラフグ料理を提供していた。那珂川町では町内の宿泊施設や飲食店で温泉トラフグ料理が提供されていたほか、トラフグのぬいぐるみや菓子などの関連商品の販売が行われていた。2016年時点では、那珂川町に18軒の温泉トラフグ料理を提供する店があり、温泉トラフグ共販会には146軒が加入していた。特に、那珂川町の国道293号沿いにある大八寿司は、テレビ・新聞・雑誌で数多く取り上げられ、温泉トラフグのコース料理からふぐ刺し・ふぐ鍋などの単品メニューまで、ふぐ料理を多数取り扱い、店主は自作の温泉トラフグTシャツを着用して店に立っていた。

## 栃木県外への展開
温泉トラフグの養殖技術を確立した野口勝明は、海水魚の陸上養殖が普及すれば、水産資源の保護や、地域活性化につながると考え、栃木県外へその技術を広めていた。2014年時点では、ほぼ毎日のように日本中から問い合わせがあり、まず、問い合わせ元が養殖を検討している温泉水が養殖に適するか検査を行ったが、8割を不適と判断したという。残る2割も、1か月間の試験養殖で半数が不適と判定された。温泉トラフグの名称は商標登録されており、夢創造とフランチャイズ契約を結んだ養殖場以外が使用することはできない。

### 東日本

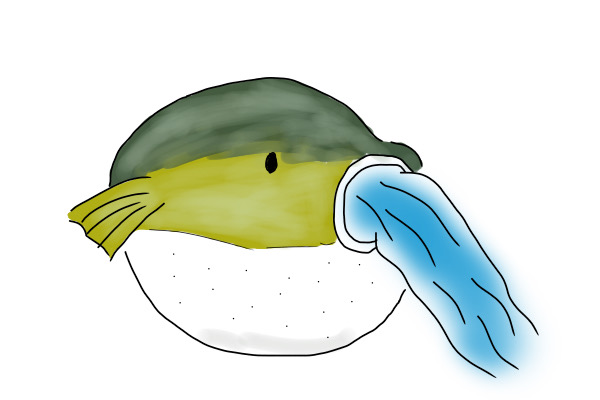
水を吐くフグ

ココルクえべつの温泉トラフグ
北海道札幌市のつしま医療グループは2015年12月に夢創造とフランチャイズ契約を結び、温泉トラフグの養殖に着手した。同グループの農業生産法人つしまファームは、農閑期の仕事確保を目的として、札幌市で温泉トラフグの養殖を2017年に事業化し、後に江別市の生涯活躍のまち「ココルクえべつ」でも養殖を開始した。成長した温泉トラフグは、ココルクえべつにあるレストランでフグ料理として供されている。
留辺蘂町のトラフグ
北海道北見市留辺蘂町では、日帰り入浴施設・滝の湯センター 夢風泉の一角で、2021年5月から温泉水に人工海水を混ぜて、温泉トラフグの養殖に取り組んでいる。過疎化の進む留辺蘂町の町おこし、障碍のある人の就労支援、湯量豊富な温泉水の活用を目的としている。就労支援としては、週1回、就労支援利用者が掃除やえさやりを行っている。2023年9月に本格出荷を開始し、出荷先の居酒屋では2つのコース料理でトラフグ料理を提供している。2023年の出荷数は100匹で、同時点で採算は取れていない。
鶯宿温泉とらふぐ
秋田共栄観光が秋田県や青森県で経営するホテル5軒で低廉な価格でフグ料理を提供するために、同社の子会社である一山商事が鶯宿温泉の廃業したホテルの温泉水を利用して2018年に養殖を開始した。当初は鶯宿温泉のある岩手県岩手郡雫石町では提供されていなかったが、2019年6月から同町のふるさと納税の返礼品に追加され、同年9月6日に鶯宿温泉 川長でお披露目・試食会が開かれた。なお、養殖の様子を撮った写真が「水を吐くフグ」としてTwitter（現・X）で注目を浴びたことから、秋田共栄観光は2019年3月18日にTwitterに2種類の動画をアップロードしたところ、10日間で100万回以上の再生回数を記録した。
寒河江市のトラフグ
山形県寒河江市では2011年7月から、青山建設が、寒河江SAスマートインターチェンジのそばにある「寒河江花咲か温泉 ゆ〜チェリー」で温泉トラフグの養殖を行っている。
郡山市のトラフグ
福島県郡山市のイワナの里では、2011年からイワナの養殖池のそばで温泉トラフグの養殖に着手した。同施設で養殖した温泉トラフグは、同施設を経営するのんびり温泉が、自社のレストランや旅館で提供し、目玉商品となった。しかし、イワナの里ものんびり温泉も2021年5月31日に営業を終了した。
北茨城市のトラフグ
茨城県北茨城市平潟町のあんこうの宿 まるみつ旅館では、2018年2月に、4つの水槽で温泉トラフグの養殖に着手した。地域の名産であるアンコウには旬の時期があるため、通年で提供でき、アンコウと身の質や味が近い温泉トラフグに注目したものである。同旅館は、フグの身や白子にあん肝を加えた「北茨城とらふぐ汁」や、自宅調理用の商品を開発するなど積極展開を図っていたが、新型コロナウイルス感染症の流行により団体需要が減少したため、2020年秋から養殖を中断している。

### 中日本
とおかまち雪国温泉とらふぐ
新潟県十日町市中里地域では、十日町市産業政策課からの打診を受けた中里商工会の会長が株式会社エヌプラスを設立し、2014年12月に「とおかまち雪国温泉とらふぐ」として初出荷を行った。同社は日帰り入浴施設・ミオンなかさとの旧プール棟を活用して養殖していた。2022年時点で、養殖事業は停止している。
秘境遠山郷の神ふぐ
長野県飯田市では、2011年9月に遠山郷かぐらの湯（道の駅遠山郷内）が温泉トラフグの養殖に乗り出した。養殖は難航を極め、養殖が成功する頃には2018年12月になっていた。養殖に成功したフグは「秘境遠山郷の神ふぐ」と命名され、かぐらの湯の食事処「ゆ〜楽」で提供された。しかし、かぐらの湯を運営していた飯田市南信濃振興公社は2020年度の指定管理者の指定を受けないことを表明して、かぐらの湯から撤退、かぐらの湯は市の直営に移行した。ところが源泉のポンプの落下事故により、かぐらの湯は沸かし湯での営業を余儀なくされ、2021年12月に営業を休止した。飯田市南信濃振興公社は清算処理を終えて、2020年10月29日に登記記録を閉鎖した。
大町市のトラフグ
長野県大町市では、トーエルが2012年1月から自社の飲料水工場の敷地で温泉トラフグの養殖に着手した。2014年8月には、同施設でアワビの養殖にも着手したが、上述の神ふぐが長野県初の成功とされることから、大町市の温泉トラフグの養殖事業は軌道に乗らなかった。

### 西日本
河内とらふぐ
大阪府富田林市では、2016年4月より、シーエーシーアシストが汐由温泉研修センターで、「河内とらふぐ」または「河内産とらふぐ」の名称でトラフグの養殖を手掛けている。
新居浜市のトラフグ
愛媛県新居浜市では、住友化学グループのイージーエスが、2016年5月に温泉トラフグの養殖を開始した。同社はマイントピア別子の敷地内に4基の水槽を構え、施設内のレストランでの提供を検討していた。しかし、生育不良で出荷困難であるとして、2018年11月に撤退した。
えびの市のトラフグ
宮崎県えびの市では、大阪市にあるPNGという企業が、廃校になったえびの市立飯野小学校高野分校の屋内プールを活用して、温泉トラフグを2019年1月7日から養殖している。大阪市の企業が手掛けているのは、同社の常務がえびの市出身で、実家敷地で父が掘り当てた温泉の有効活用を考え、社長に相談したことによる。